# Conectivopatía
Las conectivopatías,  también llamadas colagenosis, enfermedades del colágeno o enfermedades difusas del tejido conectivo, son un grupo de enfermedades emparentadas que afectan de forma difusa al tejido conectivo. Muchas de ellas están provocadas por fenómenos de autoinmunidad.

## Características generales
Las conectivopatías suelen afectar a varios órganos y provocan gran variedad de síntomas que pueden aparecer simultáneamente o de forma progresiva a lo largo de semanas, meses o años. Algunos síntomas comunes son fiebre, cansancio, pérdida de peso, dolor en las articulaciones, exantemas y fenómeno de Raynaud. Pueden afectarse diferentes órganos, entre ellos el riñón, pulmón, articulaciones, músculos y piel. En los estudios analíticos suelen aparecer niveles elevados de diferentes autoanticuerpos, entre ellos los anticuerpos antinucleares. La sintomatología puede imitar los cuadros de otras muchas enfermedades, sobre todo en la fase inicial. Por este motivo es necesario un detallado estudio médico para alcanzar el diagnóstico.
Algunos hospitales disponen de unidades especiales para el diagnóstico y tratamiento de las conectivopatías. Por otra parte cada una de las conectivopatías tiene una sintomatología diferente, aunque algunas manifestaciones son comunes a diferentes procesos. La enfermedad mixta del tejido conectivo, por ejemplo, presenta una mezcla de los síntomas del lupus eritematoso sistémico, esclerodermia y polimiositis.

## Tipos
Las conectivopatías más habituales son:
- Lupus eritematoso sistémico
- Artritis reumatoide
- Esclerodermia
- Enfermedad mixta del tejido conectivo
- Síndrome de Sjögren
- Panarteritis nodosa
- Dermatomiositis.